# Château de Gujō Hachiman
Le château de Gujō Hachiman (郡上八幡城, Gujō Hachiman-jō) était un yamashiro, château en hauteur, situé sur la montagne Hachiman à Gujō, préfecture de Gifu au Japon.

## Histoire
Le château fut construit en 1559 par Endō Morikazu (遠藤盛数) qui mourut alors que le château était à peine terminé. Il le transmit à son fils, Endō Yoshitaka. Yoshitaka devint plus tard un serviteur d'Oda Nobunaga et le contrôle direct du château tomba aux mains d'Inaba Sadamichi qui le rénova presque entièrement. Yoshitaka retourna régner au château après la bataille de Sekigahara. Le château fut développé quand Tsunetomo y fut assigné en 1646. En 1870, durant la restauration de Meiji, le château fut démoli durant la période où le Japon se modernisait. En 1933, il fut reconstruit en bois.

## Galerie

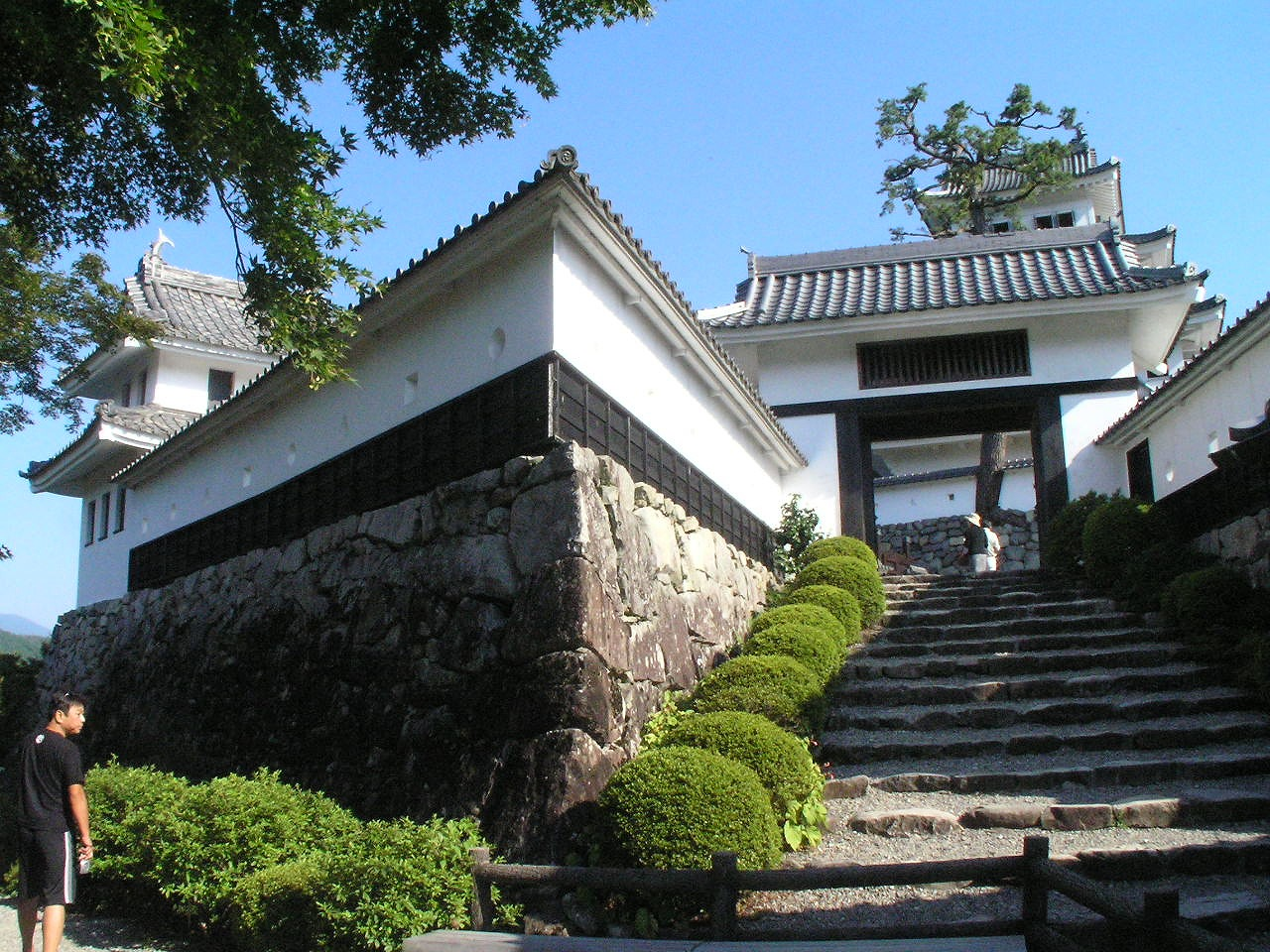
Une porte du château de Gujō Hachiman.
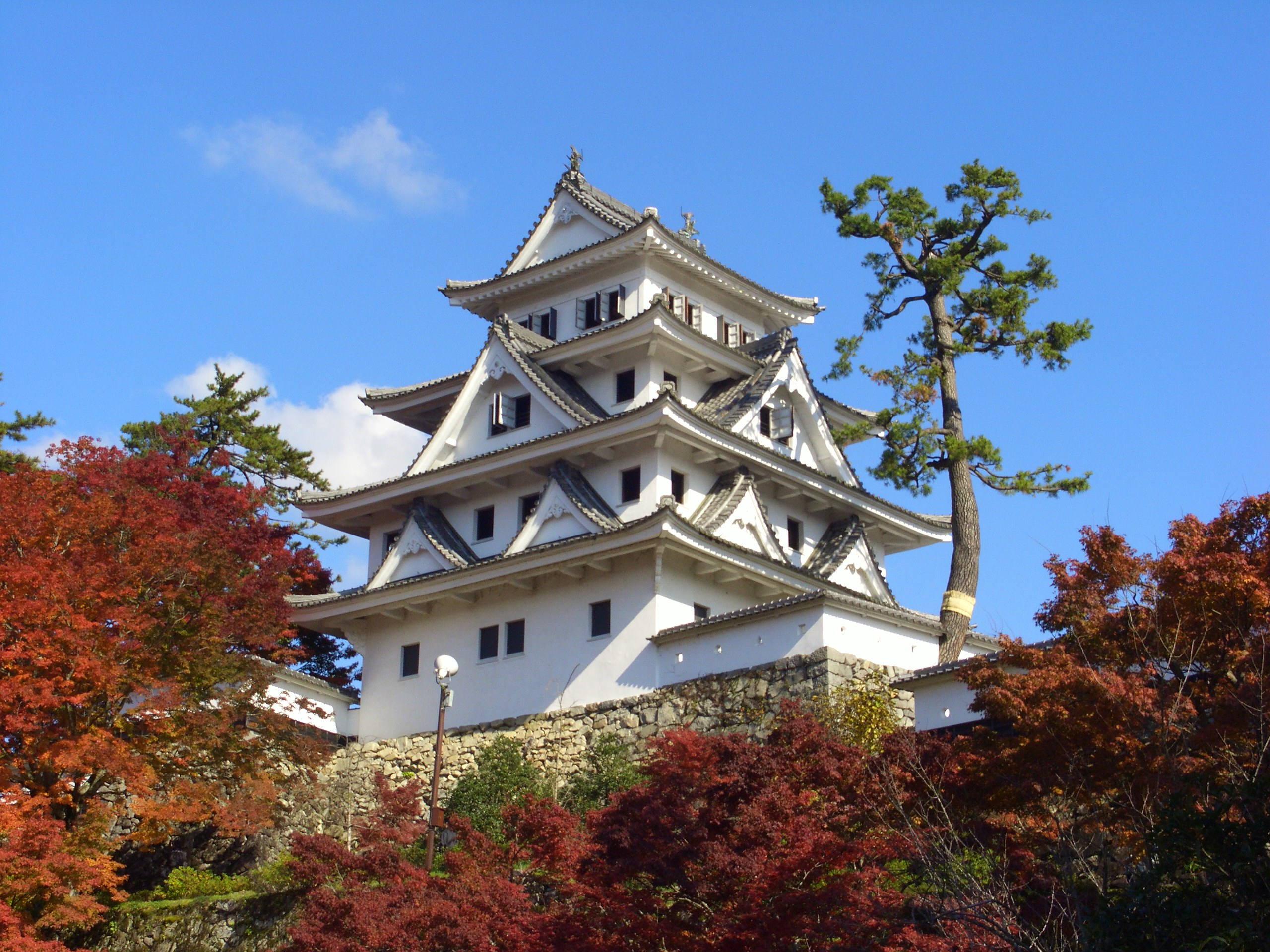
Le château en automne.
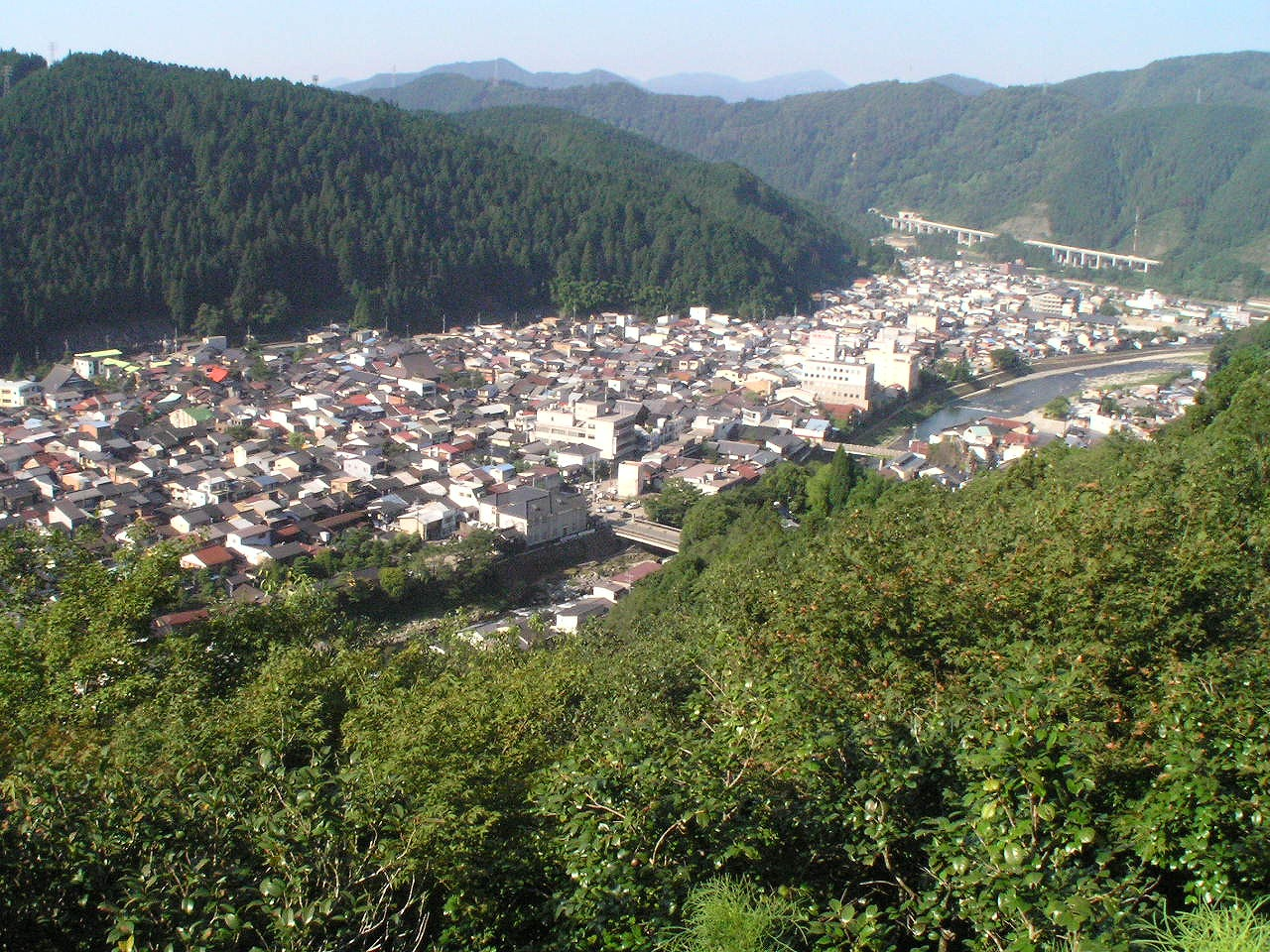
La ville de Gujō vue du château.
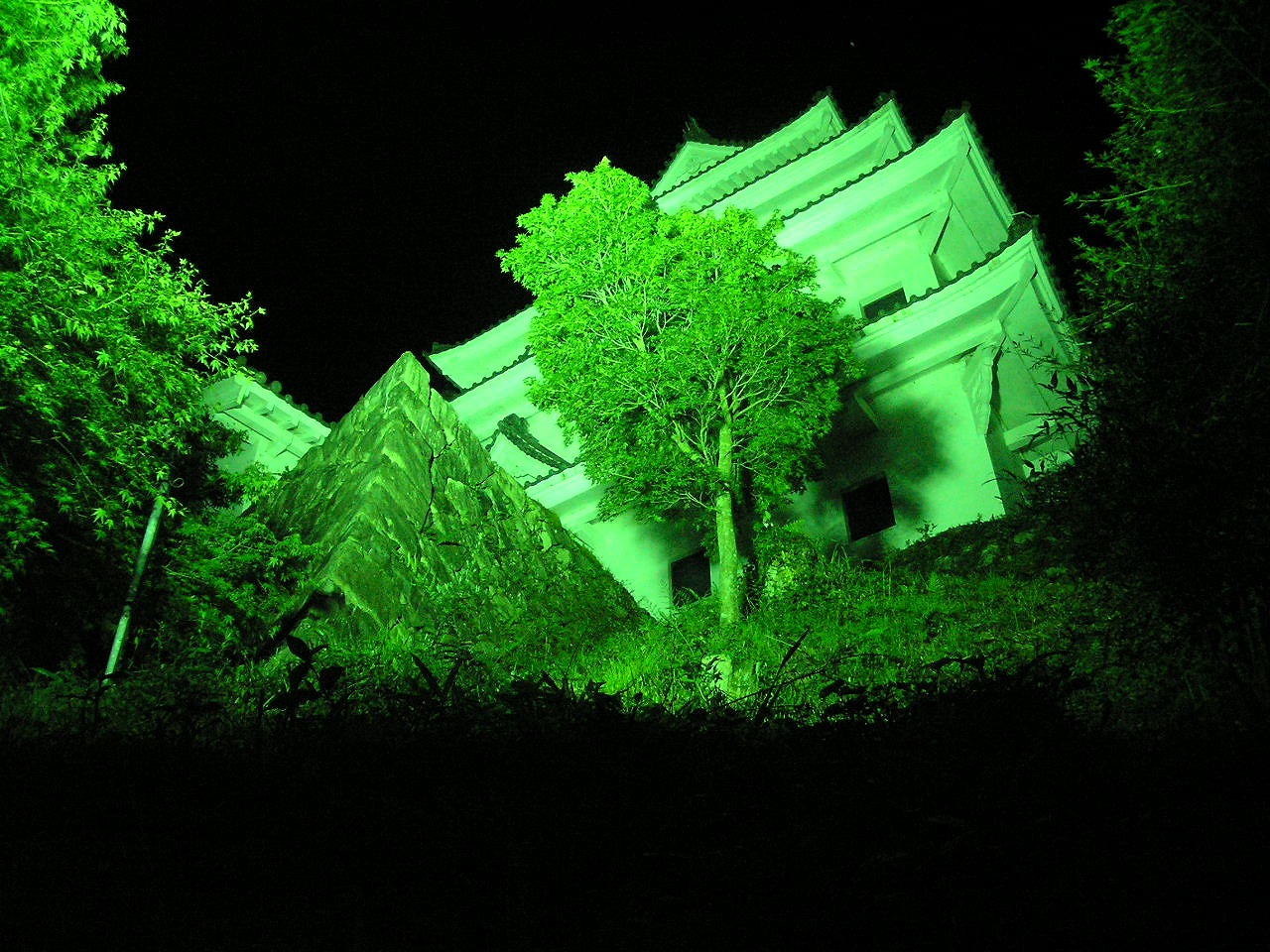
Éclairage nocturne du château.

### Source
- (en) Morton S. Schmorleitz, Castles in Japan, Tokyo, Charles E. Tuttle Co., 1974 (ISBN 978-0-8048-1102-6).